# Metabelba machadoi
Metabelba machadoi är en kvalsterart som beskrevs av Pérez-Íñigo 1986. Metabelba machadoi ingår i släktet Metabelba och familjen Damaeidae. Inga underarter finns listade i Catalogue of Life.